# Cimarrón Uruguayo
A Cimarrón Uruguayo (uruguayi cimarron, ejtsd: szimáron) egy közepes termetű uruguayi eredetű kutyafajta. A cimarrón spanyol szó jelentése elvadult, mely a fajta kialakulására utal. A fajta a FCI által 2006. február 21-e óta átmenetileg elismert.

## Történet
A spanyol hódítók a bennszülöttek legyilkolására kutyákat (német dog, nápolyi masztiff) hoztak be a területre. A bennszülöttek kiirtása után a kutyákat szabadon engedték, és azok szabadon kereszteződhettek. Ennek eredményeként csak a legerősebb, legegészségesebb és legokosabb egyedek maradtak életben. Ezeket a kutyákat később háziasították és sikeresen alkalmazták őrzésre szarvasmarhák terelésére egyaránt.

## Megjelenés
A kanok marmagassága 58-61 cm, a súlyuk 38-45 kg. A szukák marmagassága 55-58 cm, súlyuk 33-40 kg.

## Külső hivatkozások
- A fajta története spanyolul
- Kennel Club Uruguayo